# Acid Mothers Temple

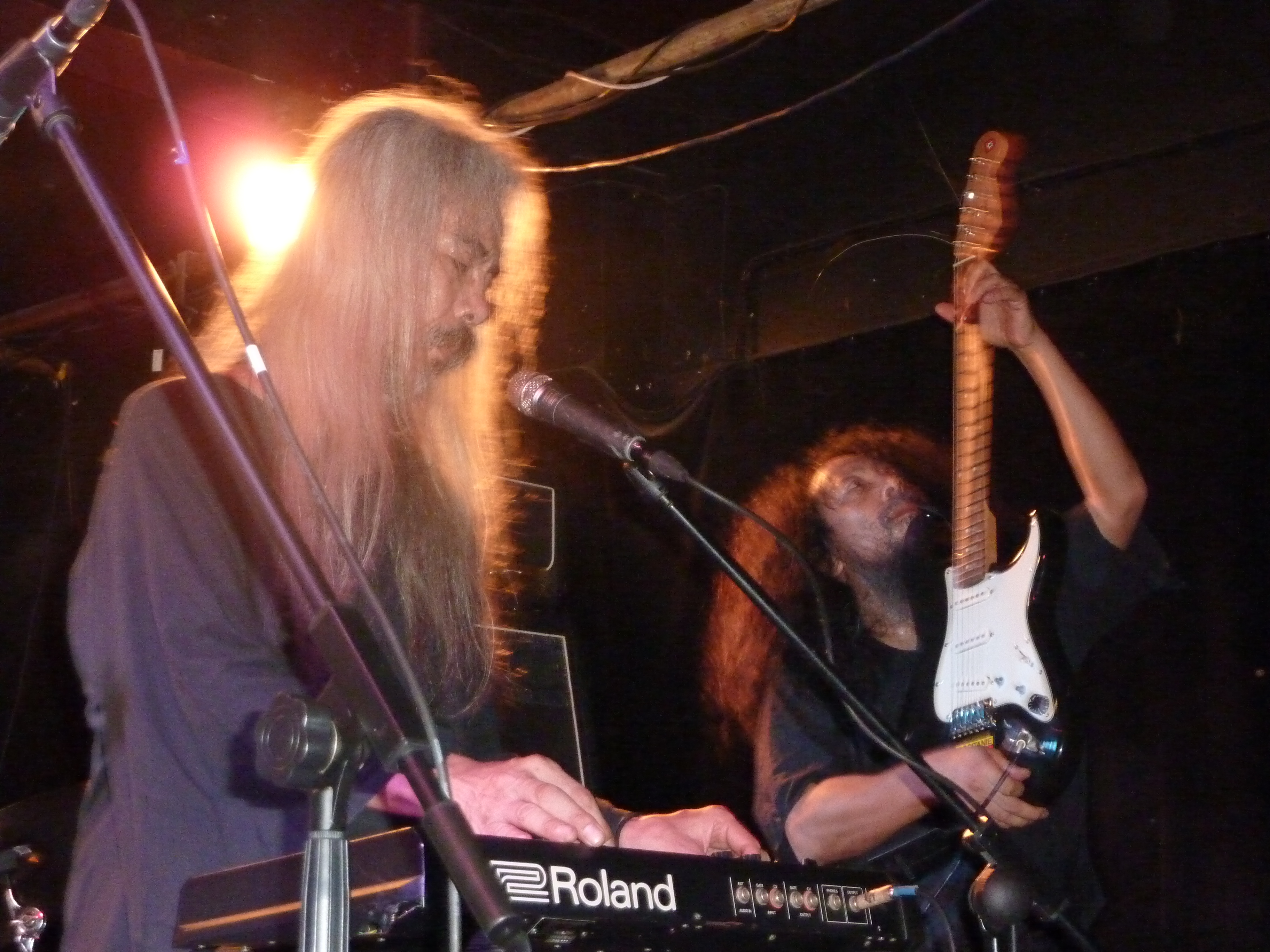
Acid Mothers Temple in Manchester in 2012

Acid Mothers Temple is een Japanse psychedelische-rockgroep die werd opgericht in 1995. De groep treedt op in het buitenland sinds 1998. Onder variabele groepsnamen en bezetting heeft de groep ten minste 73 studioalbums en 34 live-albums uitgebracht. Aanvankelijk bestond de groep uit een groot aantal losse muzikanten maar later ontstond er een kern van vaste muzikanten, aangevuld met gastmuzikanten.

## Groepsnamen
- Acid Mothers Temple & the Melting Paraiso U.F.O.
- Acid Maso Temple
- Acid Mothers Afrirampo
- Acid Mothers Gong
- AcidMothersGuruGuru
- Acid Mothers Guru Guru Gong
- Acid Mothers Kaidan
- Acid Mothers Temple & Space Paranoid
- Acid Mothers Temple & The Cosmic Inferno
- Acid Mothers Temple & The Pink Ladies Blues
- Acid Mothers Temple SWR
- Tsurubami
- Yamamoto Seiichi & Acid Mothers Temple